# 扁枝毛綿蘚
扁枝毛綿蘚（学名：Pylaisiadelpha tenuirostris）为錦蘚科毛綿蘚屬下的一个种。

## 扩展阅读
- 維基物種上的相關：扁枝毛綿蘚